# Maíz dulce (golosina)
El maíz dulce (en inglés, Candy corn) es una golosina que se encuentra con mayor frecuencia en los Estados Unidos y Canadá, popular principalmente durante Halloween. Los tres colores del caramelo, un extremo amarillo ancho, un centro anaranjado cónico y una punta blanca puntiaguda, imitan la apariencia de granos de maíz, de ahí el nombre. Cada pieza es aproximadamente tres veces el tamaño de un grano real de una mazorca madura o seca.
El maíz dulce está hecho principalmente de: azúcar, jarabe de maíz, cera de repostería, colorantes artificiales y aglutinantes.

## Historia

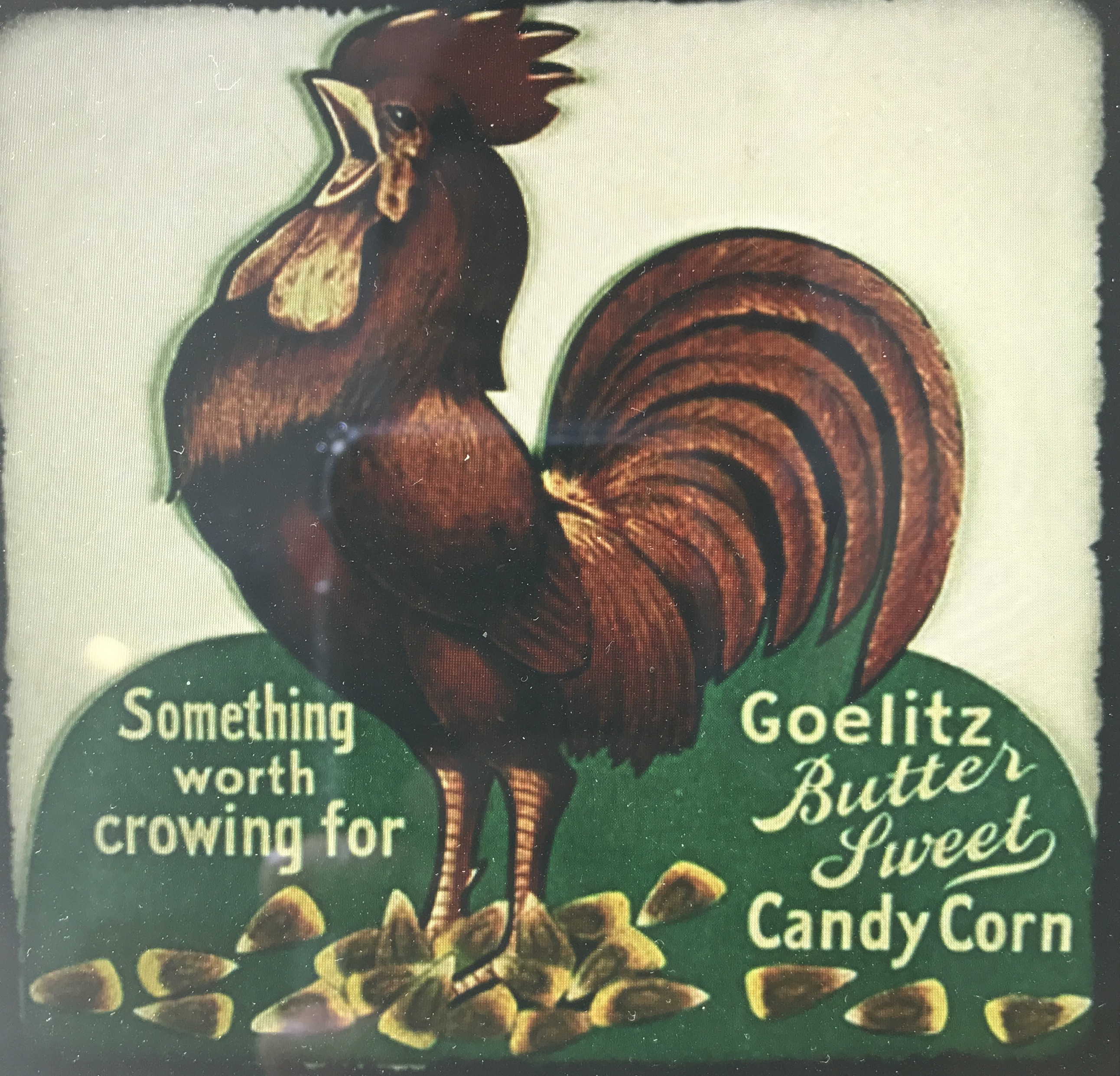
Caramelos originales

"Chicken Feed" era el nombre original del dulce con una producción que comenzó en la década de 1880. Wunderlee Candy Company fue la primera en producir los dulces. Después del siglo XIX, la empresa Goelitz Confectionery Company (ahora llamada Jelly Belly) fabricó el producto. Junto con otras golosinas inspiradas en la agricultura en ese momento, a fines del siglo XIX, los pasteleros estadounidenses buscaron comercializar este caramelo a una sociedad en gran parte rural.
La golosina es un elemento básico de la temporada de otoño y las vacaciones de Halloween en los Estados Unidos. El sabor del maíz dulce puede describirse como algo polarizante, y ha sido un tema de amplio debate.

## Ventas
La National Confectioners Association estima que anualmente se venden 35 millones de libras (más de 9000 toneladas métricas) de maíz dulce. 

## Producción
Originalmente el dulce fue hecho a mano. Los fabricantes primero combinaron azúcar, jarabe de maíz, cera de carnaúba y agua y lo cocinaban para formar una suspensión. Se añadió fondant para la textura y se agregaron malvaviscos para proporcionar una mordida suave. La mezcla final se calentaba y se vertía en moldes. Se requerían tres pases, uno para cada sección coloreada, durante el proceso de vertido. 
La receta sigue siendo básicamente la misma hoy. El método de producción, llamado "modelado de almidón de maíz", sigue siendo el mismo, aunque las tareas realizadas inicialmente a mano pronto fueron asumidas por máquinas inventadas para este propósito. A partir de 2016, la producción anual en los Estados Unidos es de casi 9 mil millones de dulces.

## Variantes

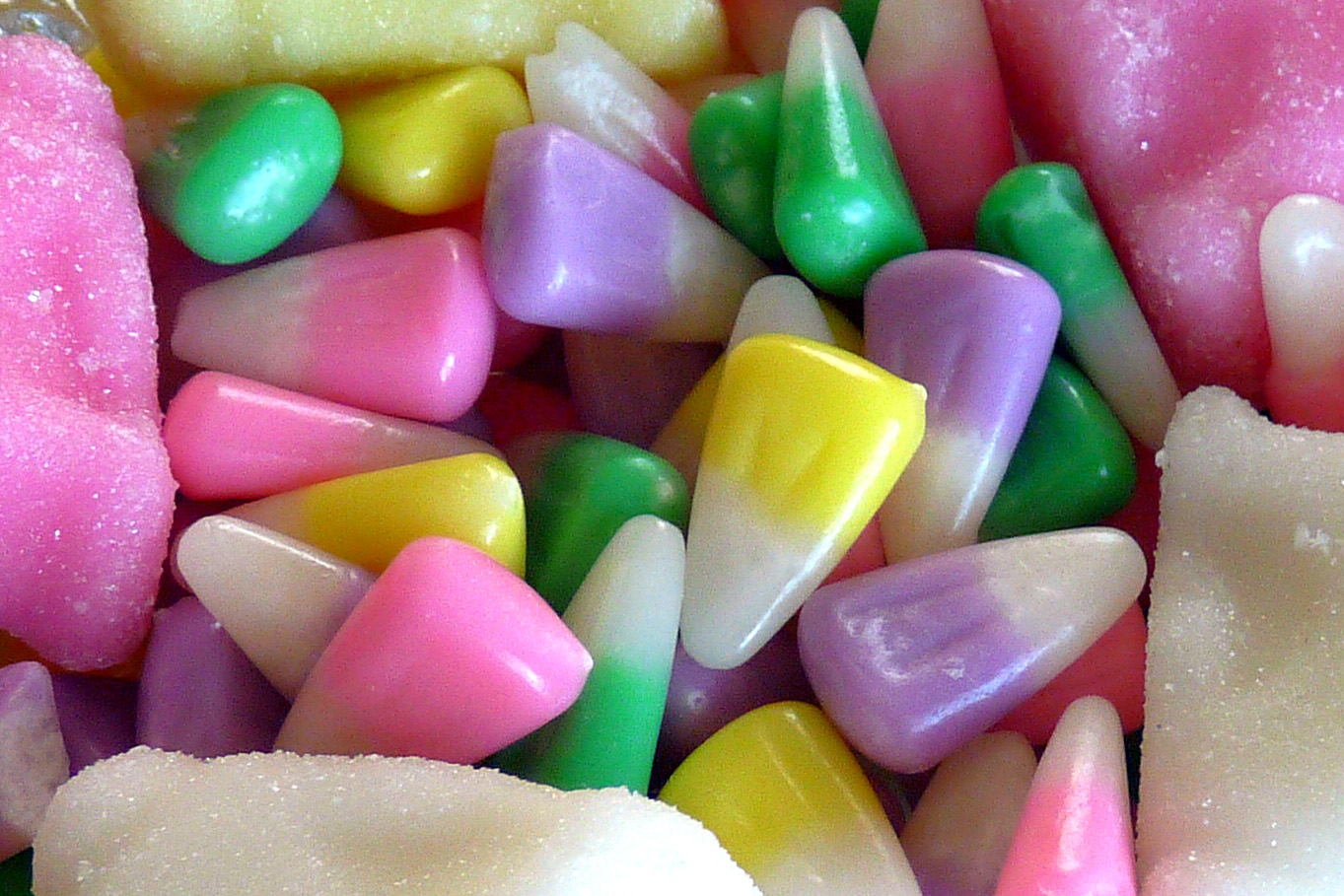
Candy corns de Pascua

Una variación popular llamada "maíz indio" (Indian corn) presenta un extremo ancho de color marrón, centro naranja y punta blanca, a menudo disponible alrededor del Día de Acción de Gracias. Durante la temporada de Halloween, se puede encontrar maíz dulce de mora en el este de Canadá. Los pasteleros han introducido variaciones de color adicionales adecuadas para otras fiestas. La variante navideña (a veces llamada "maíz de reno" o reindeer corn) generalmente tiene un extremo rojo y un centro verde; la variante del día de San Valentín (a veces llamada "maíz de cupido" o cupid corn) generalmente tiene un extremo rojo y un centro rosado; en los Estados Unidos durante las celebraciones del Día de la Independencia, se puede encontrar maíz con un extremo azul, centro blanco y punta roja (llamado "maíz de la libertad" o freedom corn) en las celebraciones culinarias y celebraciones patrióticas; La variante de Pascua (a veces llamada "maíz de conejito" o bunny corn) es típicamente un dulce de dos colores, y viene con una variedad de bases pastel (rosa, verde, amarillo y morado) con puntas blancas, todo en un paquete. En 2011, hubo variantes de manzana dulce y manzana verde. En 2013 hubo variantes de s'mores y especias de calabaza. En 2014, el maíz de zanahoria (carrot corn) también se introdujo para la temporada de Pascua, generalmente de color verde y naranja, y con un sabor a pastel de zanahoria. En 2015, se introdujeron pastel de cumpleaños y dulces de "celebración" para la temporada del Día de la Independencia.